# 河添健
河添 健（かわぞえ たけし、1954年 - ）は、日本の数学者。慶應義塾大学名誉教授。専門は、リー群上の調和解析、フーリエ解析、ウェーブレット解析。2013年から2019年まで、慶應義塾大学総合政策学部長を務めた。

## 略歴
東京都生まれ。1970年、慶應義塾普通部を卒業した。1973年、慶應義塾高等学校を卒業した。1977年、慶應義塾大学工学部数理工学科を卒業した。1979年、慶應義塾大学大学院工学研究科数理工学専攻修士課程を修了した。1982年、慶應義塾大学大学院工学研究科数理工学専攻博士課程の単位を取得し退学した。1985年1月、理学博士の学位を取得した（東京大学）。学位論文の題は「半単純リー群上のアトミック・ハーディ空間(英文)」である。慶應義塾大学工学部専任講師を経て、2000年から慶應義塾大学総合政策学部教授に就任した。2011年から2013年まで慶應義塾湘南藤沢中等部・高等部長、2013年から2019年まで慶應義塾大学総合政策学部長を務めた。
2020年4月から2023年3月まで東京女子学園中学校・高等学校（現在の芝国際中学校・高等学校）の校長を務めた。

## 書籍
- 『数理と社会』（数学書房 2012年）
- 『大学で学ぶ数学』（慶應義塾大学出版会 2000年）